# A Daughter of the Wolf
A Daughter of the Wolf è un film muto del 1919 diretto da Irvin Willat. Di genere drammatico, fu prodotto e distribuito dalla Famous Players-Lasky Corporation. La sceneggiatura di Marion Fairfax si basa su una storia breve di Hugh Pendexter pubblicata su Woman's World del gennaio 1919.

## Trama

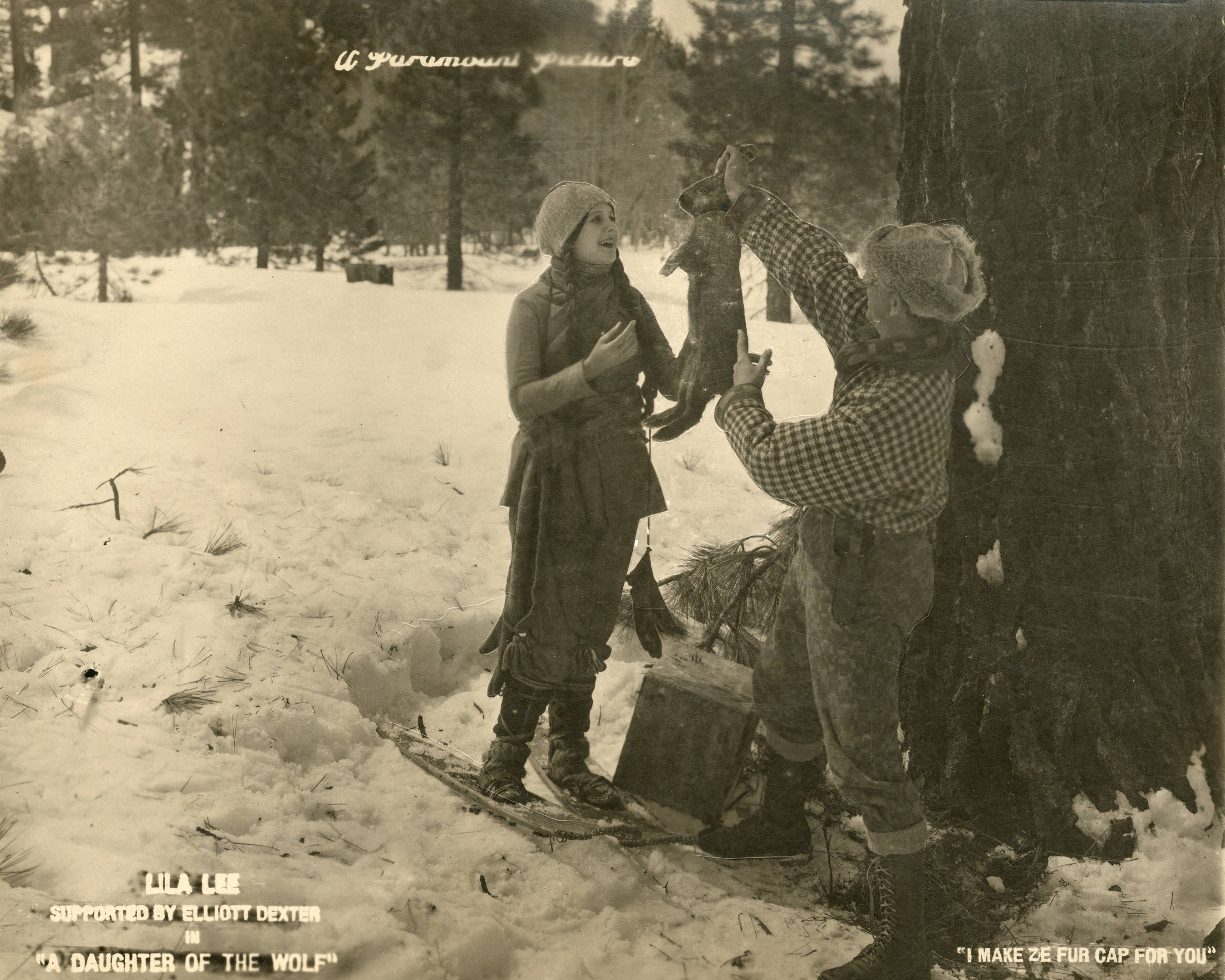
Lila Lee e Elliott Dexter

Quando "Wolf" Ainsworth si prepara per la sua spedizione primaverile negli Stati Uniti dove va a vendere di contrabbando le pellicce cacciate in inverno nella Columbia Britannica, sua figlia Delight lo prega di andare sola. In città, la ragazza conosce e si innamora di Robert Daly. Questi è stato da poco abbandonato dalla fidanzata che gli ha preferito un uomo più ricco. Il giovane si rende conto di amare anche lui Delight ma, quando suo padre muore, Robert se ne va via all'improvviso. Lascia a Delight un messaggio, ma a lei non arriva nulla perché "Wolf", temendo gli agenti delle imposte, la porta via con sé a nord. I due, per un anno, si nascondono in una capanna mentre, nel frattempo, Robert li cerca. Un giorno arriva nello stesso luogo dove si trova Delight. Ma Roe, un membro della banda di "Wolf", geloso perché innamorato anche lui di sua figlia, si batte con il nuovo venuto. Robert esce vincitore dallo scontro, ma, tuttavia, resta sul terreno con una caviglia slogata. Delight lo scopre il giorno dopo, quasi congelato, e lo porta in salvo nella capanna con l'aiuto del suo cane. Ma "Wolf", convinto da Roe che quello sia un funzionario delle imposte, sta per ucciderlo quando c'è un'irruzione dei veri agenti. Robert, dopo essersi dichiarato a Delight, parte insieme a lei per il Nord.

## Produzione
Il film fu prodotto dalla Famous Players-Lasky Corporation. Alcune delle scene furono girate nei pressi della città di Truckee.

## Distribuzione
Il copyright del film, richiesto dalla Famous Players-Lasky Corp., fu registrato il 9 giugno 1919 con il numero LP13825.
Distribuito dalla Famous Players-Lasky Corporation e dalla Paramount Pictures, il film - presentato da Jesse L. Lasky - uscì nelle sale cinematografiche statunitensi il 22 giugno 1919.
Non si conoscono copie ancora esistenti della pellicola che viene considerata presumibilmente perduta.